# سرود ملی سیرالئون
ترا به بلندا می‌رسانیم، ای قلمرو آزادگان (High We Exalt Thee, Realm of the Free) سرود ملی کشور سیرالئون است. متن این سرود نوشته کلیفورد نلسون فایل و آهنگ آن ساخته جان آکار است. این سرود در سال ۱۹۶۱ که سال استقلال سیرالئون بود رسمیت یافت و جایگزین سرود خدا نگهدار ملکه باد شد.

## متن
| متن انگلیسی High we exalt thee, realm of the free; Great is the love we have for thee; Firmly united ever we stand, Singing thy praise, O native land. We raise up our hearts and our voices on high, The hills and the valleys re-echo our cry; Blessing and peace be ever thine own, Land that we love, our Sierra Leone. One with a faith that wisdom inspires, One with a zeal that never tires; Ever we seek to honour thy name, Ours is the labour, thine the fame. We pray that no harm on thy children may fall, That blessing and peace may descend on us all; So may we serve thee ever alone, Land that we love, our Sierra Leone. Knowledge and truth our forefathers spread, Mighty the nations whom they led; Mighty they made thee, so too may we Show forth the good that is ever in thee. We pledge our devotion, our strength and our might, Thy cause to defend and to stand for thy right; All that we have be ever thine own, Land that we love, our Sierra Leone. | برگردان فارسی ترا به بلندا می‌رسانیم، ای قلمرو آزادگان مهری که به تو داریم عظیم است برای همیشه استوار و متحد ایستاده‌ایم و در ستایشت می‌سراییم، ای میهن. دل و آوای خود را بلند می‌سازیم تا که تپه‌زارها و دره‌ها غریومان را پژواک دهند، خجستگی و آشتی همیشه ارزانی تو باد سرزمینی که دوست می‌داریم، ای سیرالئون ما. یکی با ایمانی که از فرزانگی الهام می‌گیرد دیگری با غیرتی که خستگی نمی‌پذیرد برای همیشه در بزرگی نامت کوشا هستیم، کوشش از ما و نام‌آوری از تو. از برای بی‌گزندی کودکانت دعا می‌کنیم تبرک و آشتی ارزانی همه ما باد باشد تا جاودانه تنها تو را خدمت‌گزار باشیم، سرزمینی که دوست می‌داریم، ای سیرالئون ما. نیاکان‌مان دانش و راستی گستراندند بر ممالکی قدرتمند فرمان راندند تو را نیرومند ساختند، باشد که ما نیز چنین کنیم، آن نیکی که جاودانه در خود داری را بازبنما. ایثار و نیرو و توان خود را به تو می‌بخشیم در راه آرمانت، که همانا دفاع است و ایستادگی بر حقانیتت. هر آنچه داریم همیشه از آن تو باد ای سرزمینی که دوست می‌داریم، ای سیرالئون ما. |